# 増毛山地
座標: 北緯43度42分57秒 東経141度31分23秒 / 北緯43.71583度 東経141.52306度

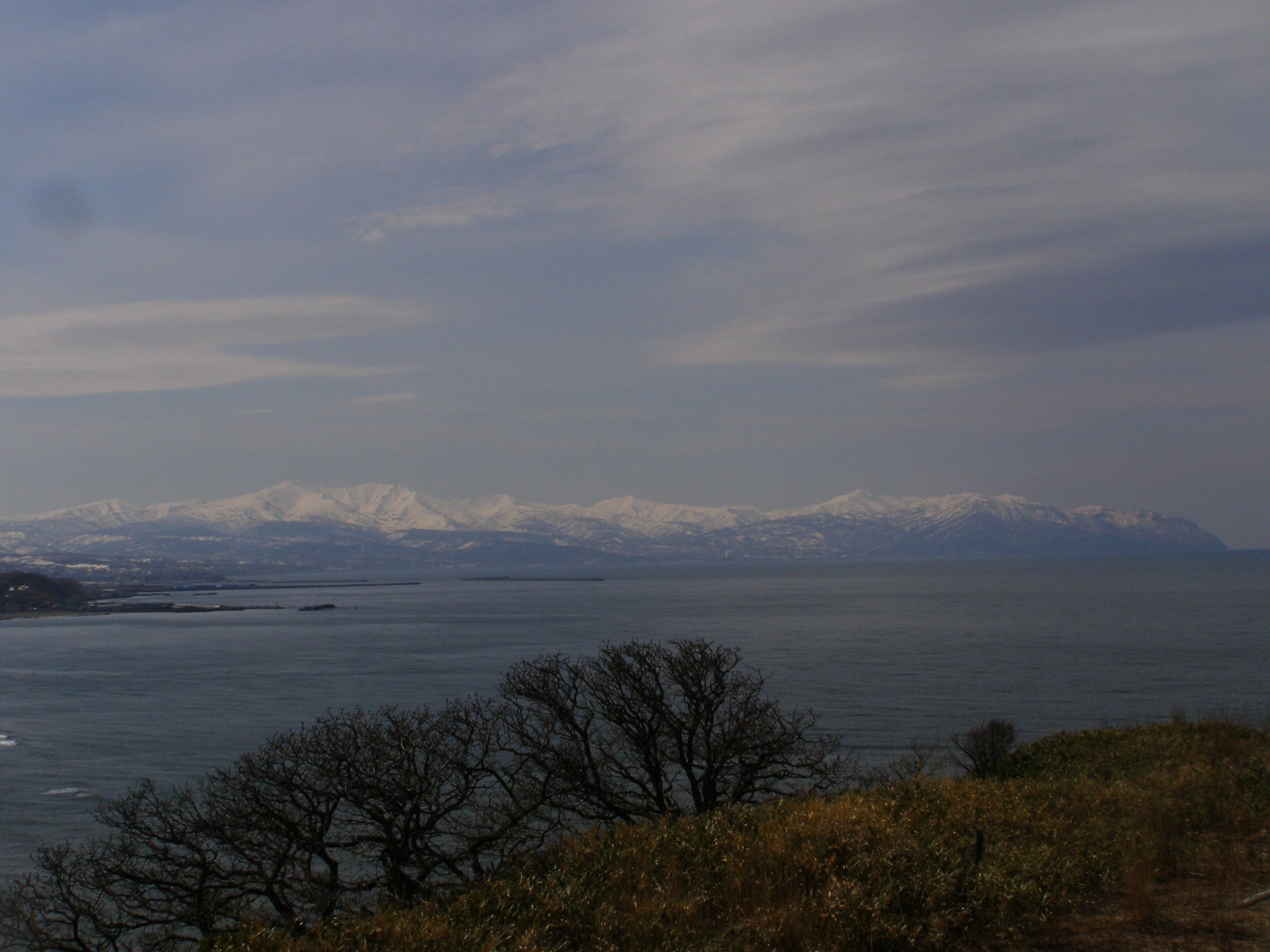
小平町から

増毛山地（ましけさんち）は、北海道中西部にある山地。樺戸山地ともいう。石狩平野の北方に位置し、西は日本海に面する。主峰および最高峰は、 標高1492mの暑寒別岳である。地質的には、大部分が安山岩であり、日本海に面した山地の西方には、標高100m程度の海食崖が形成されている。暑寒別天売焼尻国定公園に属する。

## 主な山
- 暑寒別岳 (1492m)
- 南暑寒岳 (1296m)
- 群別岳 (1376m)
- 奥徳富岳 (1346m)
- 浜益岳 (1258m)
- 浜益御殿 (1039m)
- 雄冬山 (1198m)
- 黄金山 (739m)
- 神居尻山 (947m)
- ピンネシリ (1100m)
- 隈根尻山 (971m)

これらの山のように、標高1000～1400mの連峰があり、暑寒別火山群を形成する。その東側には900～1000mの溶岩台地がある。

## 増毛山地を構成する山岳
北部山岳より記す。小数点以下が記載された座標は最高点に位置する三角点の座標。三角点の等級は本来漢数字であるが、再配列可能な表のためアラビア数字で表記している。

### 暑寒別山地
| 名称                        | 標高                    | 三角点 | 点名     | 位置                                                                | 源流                                                                                                 |
| --------------------------- | ----------------------- | ------ | -------- | ------------------------------------------------------------------- | --- |
| 愛刀稱山                    | 251.6 m                 | 1等    | 愛刀稱山 | 北緯43度54分36秒 東経141度39分16秒 / 北緯43.91000度 東経141.65444度 | アイトシナイ川 アツカルウシナイ川 オタルマタセツ川 モタセツ川                                        |
| 阿分山                      | 301.0 m                 | 3等    | 阿分山   | 北緯43度53分02秒 東経141度38分22秒 / 北緯43.88389度 東経141.63944度 | アップシラリ川                                                                                       |
| 大別苅山                    | 853.4 m                 | 3等    | 大別苅   | 北緯43度47分52秒 東経141度26分03秒 / 北緯43.79778度 東経141.43417度 | --                                                                                                   |
| 喞内                        | 631.8 m                 | 3等    | 喞内     | 北緯43度47分36秒 東経141度27分49秒 / 北緯43.79333度 東経141.46361度 | エンルコマナイ川 ポンナイ川                                                                          |
| 阿真保峰                    | 315.6 m                 | 3等    | 阿真保峰 | 北緯43度47分23秒 東経141度44分34秒 / 北緯43.78972度 東経141.74278度 | --                                                                                                   |
| 岩尾天狗                    | 944.3 m                 | 3等    | 岩尾天狗 | 北緯43度46分46秒 東経141度24分34秒 / 北緯43.77944度 東経141.40944度 | --                                                                                                   |
| 天狗岳 (増毛天狗岳)         | 973 m (三角点は938.5 m) | 2等    | 天狗岳   | 北緯43度46分45秒 東経141度25分21秒 / 北緯43.77917度 東経141.42250度 | 日方泊川 クズレ川 大別苅川 イワオイ川                                                                |
| 舎熊山                      | 787.0 m                 | 2等    | 舎熊山   | 北緯43度46分22秒 東経141度37分28秒 / 北緯43.77278度 東経141.62444度 | --                                                                                                   |
| 信砂岳                      | 927.2 m                 | 3等    | 信砂岳   | 北緯43度45分36秒 東経141度38分28秒 / 北緯43.76000度 東経141.64111度 | 奥の沢川 三浦の沢川 上御料川 下御料川 仁奈良川                                                       |
| 北暑寒岳                    | 788.2 m                 | 3等    | 北暑寒岳 | 北緯43度45分16秒 東経141度32分26秒 / 北緯43.75444度 東経141.54056度 | --                                                                                                   |
| 雄冬山                      | 1,197.7 m               | 3等    | 雄冬岳   | 北緯43度44分15秒 東経141度24分22秒 / 北緯43.73750度 東経141.40611度 | マルヒラ川 アカイワ川 ケマフレ川                                                                     |
| 千代志岳                    | 867.6 m                 | 2等    | 千代志岳 | 北緯43度43分31秒 東経141度22分13秒 / 北緯43.72528度 東経141.37028度 | オフユ川 イカゾ川 電話下川 一の滝川 二の滝川                                                         |
| 西暑寒別岳                  | 1,413 m                 | --     | --       | 北緯43度43分18秒 東経141度30分29秒 / 北緯43.72167度 東経141.50806度 | --                                                                                                   |
| 恵岱岳                      | 1,060.4 m               | 2等    | 恵岱岳   | 北緯43度43分10秒 東経141度38分40秒 / 北緯43.71944度 東経141.64444度 | --                                                                                                   |
| 暑寒別岳                    | 1,491.6 m               | 1等    | 暑寒岳   | 北緯43度42分57秒 東経141度31分23秒 / 北緯43.71583度 東経141.52306度 | 暑寒別川 ニタトコナイ沢川 ポンショカンベツ川 箸別川 小川ノ沢川 新信砂川 サンショ沢川 恵岱別川 徳富川 |
| 東暑寒岳                    | 1,125.9 m               | 3等    | 東暑寒岳 | 北緯43度42分53秒 東経141度33分08秒 / 北緯43.71472度 東経141.55222度 | --                                                                                                   |
| 浜益御殿                    | 1,038.8 m               | 3等    | 牛石     | 北緯43度42分39秒 東経141度24分45秒 / 北緯43.71083度 東経141.41250度 | 千代志別川 留知暑寒沢川 床丹川                                                                       |
| 浜益岳                      | 1,257.8 m               | 1等    | 浜益岳   | 北緯43度42分14秒 東経141度26分20秒 / 北緯43.70389度 東経141.43889度 | 小川 幌川                                                                                            |
| 雨竜沼湿原                  | 850 m                   | --     | --       | 北緯43度41分58秒 東経141度36分08秒 / 北緯43.69944度 東経141.60222度 | ペンケペタン川                                                                                       |
| 南暑寒岳                    | 1,296.4 m               | 3等    | 南暑寒岳 | 北緯43度41分47秒 東経141度33分10秒 / 北緯43.69639度 東経141.55278度 | ペンケペタン川 尾白利加川                                                                            |
| 群別岳                      | 1,376.4 m               | 3等    | 群別岳   | 北緯43度41分05秒 東経141度29分16秒 / 北緯43.68472度 東経141.48778度 | 暑寒別川 幌川 群別川 徳富川                                                                          |
| 雨龍山                      | 253.1 m                 | 1等    | 雨龍山   | 北緯43度41分05秒 東経141度50分54秒 / 北緯43.68472度 東経141.84833度 | --                                                                                                   |
| 群馬岳                      | 970.6 m                 | 3等    | 尾白利加 | 北緯43度41分04秒 東経141度38分20秒 / 北緯43.68444度 東経141.63889度 | --                                                                                                   |
| 奥徳富岳 (尾白利加岳)       | 1,346 m                 | --     | --       | 北緯43度40分36秒 東経141度30分27秒 / 北緯43.67667度 東経141.50750度 | --                                                                                                   |
| 幌天狗                      | 1,222.1 m               | 3等    | 幌天狗   | 北緯43度40分14秒 東経141度27分57秒 / 北緯43.67056度 東経141.46583度 | --                                                                                                   |
| 幌登                        | 735.5 m                 | 3等    | 幌登     | 北緯43度40分00秒 東経141度42分29秒 / 北緯43.66667度 東経141.70806度 | 学校の沢川 開成の沢川 群馬の沢川 渋谷沢川                                                            |
| 大滝山                      | 1,037.8 m               | 3等    | 大瀧山   | 北緯43度39分47秒 東経141度33分06秒 / 北緯43.66306度 東経141.55167度 | --                                                                                                   |
| 知来岳                      | 988.1 m                 | 2等    | 知来岳   | 北緯43度38分51秒 東経141度31分36秒 / 北緯43.64750度 東経141.52667度 | 滝の沢川 知来沢川                                                                                    |
| 徳富岳                      | 928.5 m                 | 2等    | 徳富岳   | 北緯43度38分49秒 東経141度38分02秒 / 北緯43.64694度 東経141.63389度 | ワッカウエンベツ川                                                                                   |
| 黄金山 (ピンネタイオルシペ) | 739.1 m                 | 3等    | 黄金山   | 北緯43度37分27秒 東経141度28分23秒 / 北緯43.62417度 東経141.47306度 | --                                                                                                   |
| 丸山                        | 467.7 m                 | 3等    | 丸山     | 北緯43度37分17秒 東経141度26分01秒 / 北緯43.62139度 東経141.43361度 | 於札内川 第二於札内川                                                                                |
| 鷲峻山                      | 505.0 m                 | 2等    | 西徳富   | 北緯43度37分02秒 東経141度44分16秒 / 北緯43.61722度 東経141.73778度 | 栃谷川 志寸川                                                                                        |
| 富士形山                    | 637.7 m                 | 3等    | 美南根登 | 北緯43度36分41秒 東経141度39分10秒 / 北緯43.61139度 東経141.65278度 | 垣野沢川 ルークシュベツ川                                                                            |
| 察来山                      | 589.9 m                 | 2等    | 察来山   | 北緯43度34分42秒 東経141度37分04秒 / 北緯43.57833度 東経141.61778度 | 四番川 赤羽沢川                                                                                      |
| 留久山                      | 368.0 m                 | 1等    | 大鼓山   | 北緯43度34分31秒 東経141度41分53秒 / 北緯43.57528度 東経141.69806度 | --                                                                                                   |

### 樺戸山地
| 名称                        | 標高      | 三角点 | 点名       | 位置                                                                | 源流                                         |
| --------------------------- | --------- | ------ | ---------- | ------------------------------------------------------------------- | -------------------------------------------- |
| 壮志岳                      | 683.1 m   | 2等    | 壮志山     | 北緯43度33分02秒 東経141度42分53秒 / 北緯43.55056度 東経141.71472度 | 幌加支流川                                   |
| 茶志麿間内                  | 523.6 m   | 3等    | 茶志麿間内 | 北緯43度32分35秒 東経141度45分11秒 / 北緯43.54306度 東経141.75306度 | 学園六号川 ヌタップ川                        |
| 幌内山                      | 648.8 m   | 3等    | 幌内山     | 北緯43度32分35秒 東経141度28分59秒 / 北緯43.54306度 東経141.48306度 | --                                           |
| 別狩岳                      | 726.2 m   | 2等    | 別狩岳     | 北緯43度32分10秒 東経141度31分33秒 / 北緯43.53611度 東経141.52583度 | ラウネナイ川                                 |
| 貉山                        | 664.1 m   | 3等    | 貉山       | 北緯43度31分36秒 東経141度41分42秒 / 北緯43.52667度 東経141.69500度 | --                                           |
| 飛散岳                      | 686.9 m   | 2等    | 飛散岳     | 北緯43度31分32秒 東経141度24分14秒 / 北緯43.52556度 東経141.40389度 | 毘砂別川 ウエキ沢川 カネキ沢川 送毛川 左股川 |
| 辺止釣運瓶 (ペトツルンベ山) | 795.7 m   | 3等    | 辺止釣運瓶 | 北緯43度31分19秒 東経141度44分00秒 / 北緯43.52194度 東経141.73333度 | --                                           |
| 幌加達瘤                    | 686.5 m   | 3等    | 幌加達瘤   | 北緯43度31分06秒 東経141度39分53秒 / 北緯43.51833度 東経141.66472度 | 奥幌加沢川                                   |
| 円錐峰                      | 690.2 m   | 3等    | 圓錐峰     | 北緯43度30分57秒 東経141度28分19秒 / 北緯43.51583度 東経141.47194度 | 右股川                                       |
| 濃昼岳                      | 621 m     | --     | --         | 北緯43度30分40秒 東経141度26分08秒 / 北緯43.51111度 東経141.43556度 | 濃昼川 中の沢川 左股川                       |
| 取富多志内                  | 490.7 m   | 3等    | 取富多志内 | 北緯43度30分05秒 東経141度45分47秒 / 北緯43.50139度 東経141.76306度 | 高田五号線川 樺戸川                          |
| 神居尻山                    | 946.7 m   | 3等    | 三番川奥   | 北緯43度30分02秒 東経141度39分45秒 / 北緯43.50056度 東経141.66250度 | 三番川 二番川 幌加徳富川                     |
| ピンネシリ                  | 1,100.4 m | 1等    | 賓根知山   | 北緯43度29分31秒 東経141度42分24秒 / 北緯43.49194度 東経141.70667度 | 一番川 二番川 総富地川 砂金沢川              |
| 待根山                      | 1,002 m   | --     | --         | 北緯43度29分13秒 東経141度42分57秒 / 北緯43.48694度 東経141.71583度 | --                                           |
| 砂金山                      | 681.9 m   | 3等    | 砂金山     | 北緯43度29分11秒 東経141度45分10秒 / 北緯43.48639度 東経141.75278度 | ユウチ沢川                                   |
| 別狩岳                      | 666.2 m   | 2等    | 二番川     | 北緯43度28分26秒 東経141度33分20秒 / 北緯43.47389度 東経141.55556度 | 桂沢川 金沢の沢川                            |
| 天狗鼻                      | 222.7 m   | 3等    | 猪ノ鼻     | 北緯43度28分04秒 東経141度47分45秒 / 北緯43.46778度 東経141.79583度 | --                                           |
| 浦臼山                      | 718.3 m   | 3等    | 五ツ森山   | 北緯43度27分59秒 東経141度45分45秒 / 北緯43.46639度 東経141.76250度 | 滝田川 浦臼内川                              |
| 隈根尻山                    | 971.4 m   | 3等    | 熊根知山   | 北緯43度27分34秒 東経141度43分19秒 / 北緯43.45944度 東経141.72194度 | 一番川 須部都川 於札内川                     |
| 安瀬山                      | 654.2 m   | 1等    | 安瀬山     | 北緯43度27分26秒 東経141度26分43秒 / 北緯43.45722度 東経141.44528度 | 幌内川 大沢川 安瀬越沢川 牧佐内川            |
| 鳥越山                      | 668.5 m   | 3等    | 鳥越山     | 北緯43度26分30秒 東経141度44分29秒 / 北緯43.44167度 東経141.74139度 | --                                           |
| 望来山                      | 326.5 m   | 3等    | 望来山     | 北緯43度26分01秒 東経141度33分16秒 / 北緯43.43361度 東経141.55444度 | 三ヶ月の沢川 望来川                          |
| 三角山                      | 707.9 m   | 3等    | 三角山     | 北緯43度25分41秒 東経141度42分11秒 / 北緯43.42806度 東経141.70306度 | 中小屋川                                     |
| 分監山                      | 459.7 m   | 3等    | 分監山     | 北緯43度23分47秒 東経141度42分15秒 / 北緯43.39639度 東経141.70417度 | --                                           |
| 望来峯                      | 260.1 m   | 3等    | 望来峯     | 北緯43度22分04秒 東経141度32分07秒 / 北緯43.36778度 東経141.53528度 | バンの沢川                                   |
| 須部都山                    | 166.7 m   | 4等    | 須部都山   | 北緯43度21分46秒 東経141度35分43秒 / 北緯43.36278度 東経141.59528度 | 篠津川 和泉の沢川                            |
| 阿蘇岩山                    | 418.0 m   | 1等    | 阿蘇岩山   | 北緯43度18分29秒 東経141度31分14秒 / 北緯43.30806度 東経141.52056度 | 篠崎沢川 十万坪川 桂の沢川 正利冠川          |